# Péninsule Chipounski
La péninsule Chipounski (en russe : Шипунский полуостров, Shipunskiy poluostrov) est l'une des quatre grandes péninsules situées au sud-est du Kamtchatka, dans l'Extrême-Orient russe. 
La péninsule Chipounski est située à 90 km au nord-est de la capitale provinciale, Petropavlovsk-Kamtchatski. Elle sépare le golfe Avatchinski (au sud) du golfe Kronotski (au nord). Contrairement aux autres péninsules situées à l'est du Kamtchatka (la péninsule Ozernoï, la péninsule Kamtchatski et la péninsule Kronotski), la péninsule Chipounski est fortement indentée par plusieurs fjords et baies : la baie Bechevinskaïa sur sa côte sud et les baies Morjovaïa, Malaïa Medvejka et Bolshaïa Medvejka sur sa côte nord.
Au nord de la péninsule se trouve l'estuaire du fleuve Joupanova (ru). Le point culminant de la péninsule est le mont Droujba (853 m, littéralement « amitié »).
Le cap Chipounski se trouve à l'extrémité de la péninsule.
Le parc naturel de Nalytchevo est situé à l'ouest de la péninsule Chipounski.